# Symphurus microrhynchus
 Symphurus microrhynchus és un peix teleosti de la família dels cinoglòssids i de l'ordre dels pleuronectiformes que viu als oceans Pacífic i Índic.